# زندگی زناشویی میبل
زندگی زناشویی میبل (به انگلیسی: Mabel's Married Life) فیلمی کوتاه و صامت، به نویسندگی و کارگردانی و بازی چارلی چاپلین و تولید سال ۱۹۱۴ می‌باشد.

## داستان
مردی در پارک با همسر چارلی آشنا می‌شود و چارلی از این بابت دلخور می‌شود و با او قهر می‌کند. همسر او مانکنی می‌خرد تا دلخوری اش را بر سر آن خالی کند. چارلی وقتی به خانه برمی گردد فکر می‌کند مانکن، یک مرد است و با آن درگیر می‌شود. اما در پایان متوجه می‌شود آن یک مانکن است و با همسرش آشتی می‌کند.

## بازیگران
- چارلی چاپلین - شوهر میبل
- میبل نورماند - میبل
- مک سوین - ولینگتون
- اوا نلسون - همسر ولینگتون
- هانک مان - در سختی بار
- چارلز ماری - مرد در بار
- هری مک‌کوی - مرد در بار
- والاس مک‌دونالد - پسر تدارکات
- ال سنت جان - پسر تدارکات